# Andy Roddick
Andrew (Andy) Stephen Roddick (Omaha, Nebraska, 30 augustus 1982) is een voormalig tennisser uit de Verenigde Staten van Amerika. Roddick werd na de generatie van Sampras en Agassi lang als belangrijkste vertegenwoordiger van het Amerikaanse tennis gezien. Hij won 31 enkel- en vier dubbelspeltitels in het ATP-circuit. Hij was op grandslamtoernooien echter maar éénmaal succesvol, namelijk op het US Open 2003. 
Hij bereikte liefst viermaal de halve finale op het Australian Open en driemaal de eindstrijd op Wimbledon, maar kon geen nieuwe grandslamzege op zijn palmares bijschrijven. Met name de verloren finale van Wimbledon 2009 was een pijnlijke. Na de eerste set met 7-5 te hebben gewonnen, had Roddick in de tiebreak van set twee liefst vier setpoints op rij en miste hij onder andere een gemakkelijke volley aan het net. In de vijfde set werd hij op 14-15 voor het eerst in de partij gebroken, waarna hij voor de derde keer zijn Zwitserse rivaal Roger Federer moest feliciteren met de eindzege op Wimbledon.
Op 31 augustus 2012 maakte hij op een persconferentie op het US Open 2012 bekend dat dit zijn laatste toernooi zou zijn op professioneel vlak. Hij verloor in de vierde ronde van de Argentijn Juan Martín del Potro.
Op 17 april 2009 trouwde hij met het Amerikaanse model Brooklyn Decker.

## Carrière

### Junioren
In 1999 overwoog Roddick om te stoppen met tennis, na tegenvallende resultaten. Door toedoen van zijn coach ging hij door en werd een jaar later zelfs eerste bij de junioren. Hij won ook als junior het Australian Open en het US Open in 2000. In datzelfde jaar ging Roddick professioneel spelen.

### 2003-2005
Pas in 2003 kwam Roddicks 'echte' doorbraak – in dat jaar won Roddick het US Open opnieuw maar dan nu in het hoofdtoernooi. In één klap werd hij daardoor vergeleken met zijn landgenoot, idool en veertienvoudig grandslamwinnaar Pete Sampras. Hij eindigde dat jaar (2003) ook als nummer 1 van de wereld, vóór de Zwitser Roger Federer en de Spanjaard Juan Carlos Ferrero.
Het jaar erop was minder succesvol: op het US Open – waar hij zijn titel verdedigde – verloor hij in de kwartfinale van de Zweed Joachim Johansson. Roddick bereikte in 2004 en 2005 de finale op Wimbledon maar verloor beide keren van Roger Federer.

### 2006
In 2006 had hij een flinke 'dip'. Hij wisselde tweemaal van coach (eerst Dean Goldfine en daarna zijn oudere broer John Roddick) en probeerde het vanaf 26 augustus met een nieuwe coach in de hoop zijn carrière weer nieuw leven in te kunnen blazen. Deze coach was niemand minder dan de beroemde Amerikaan Jimmy Connors, een voormalig tennisser die in zijn glorietijd vele grand slams op zijn naam had geschreven. Twee jaar later stopte Connors als trainer, omdat hij meer tijd met zijn familie wilde doorbrengen. Nadien trainde Roddicks oudere broer hem.

### 2008
Roddick kreeg vlak voor Roland Garros in 2008 last van een schouderblessure en kon niet meedoen aan het Franse toernooi. Van deze blessure herstelde hij spoedig en hij kon op tijd aantreden voor Wimbledon. Tijdens dat toernooi werd hij echter al in de tweede ronde uitgeschakeld door Janko Tipsarević. In augustus deed Roddick niet mee aan de Olympische Spelen; hij zou zich willen voorbereiden op de US Open. In New York lukte het hem tot de kwartfinales te komen, waarin werd hij uitgeschakeld door Novak Đoković.

### 2009
Roddick had in het begin van het jaar Larry Stefanki als coach aangetrokken, die in het verleden ook een aantal topspelers heeft getraind, zoals John McEnroe, Jevgeni Kafelnikov, Fernando González en Tim Henman.
Tijdens de Australian Open in het begin van 2009 kwam hij opnieuw Novak Đoković (de titelverdediger) tegen in de kwartfinale. Deze keer won hij wel doordat de Serviër zich terugtrok in de vierde set. In de halve finale van het Australische toernooi werd Roddick uitgeschakeld door Roger Federer. In mei 2009 kwam Roddick uit op Roland Garros, waar hij voor het eerst de vierde ronde haalde. Hij verloor in de vierde ronde van de Fransman Gaël Monfils in 3 sets: 6-4, 6-2, 6-3.
Op het gras van Wimbledon verloor Roddick na een zinderende finale in vijf sets van Roger Federer met 7-5, 6-7, 6-7, 6-3, 14-16. Deze wedstrijd zou de geschiedenisboeken ingaan als de finale met het meeste aantal games (77) in de geschiedenis van Wimbledon. O.a. door een heupblessure kwam de Amerikaan pas weer begin augustus op het ATP-toernooi van Washington in actie. Tijdens dat toernooi verloor hij in de finale van Juan Martín del Potro. Op de US Open kwam hij niet verder dan de derde ronde. Hij verloor van zijn landgenoot John Isner met 7-6(3), 6-3, 3-6, 5-7, 7-6(5).
Aan het eind van het jaar had hij een knieblessure, waardoor hij niet mee kon doen aan de ATP World Tour Finals. Hij eindigde in 2009 als nummer 7 van de wereld.

### 2010
Roddick begon het seizoen goed. Op het ATP-toernooi van Brisbane pakte Roddick zijn eerste titel van het jaar. Hij versloeg in de finale Radek Štěpánek met 7-6(2), 7-6(7). Tijdens de Australian Open kwam Roddick niet verder dan de kwartfinale, waarin hij verloor van Marin Čilić. Zowel in het ATP-toernooi van San José als in het ATP-toernooi van Indian Wells bereikte de Amerikaan de finale. Hij verloor er respectievelijk van Fernando Verdasco en Ivan Ljubičić. In Miami pakte Roddick zijn tweede titel van het jaar. Hij versloeg er in de finale de Tsjech Tomáš Berdych. Vervolgens gaf hij verstek voor het toernooi van Rome, omwille van persoonlijke redenen en het toernooi van Madrid, omwille van ziekte. Hij maakte zijn wederoptreden op Roland Garros, waar hij in de derde ronde verloor van de Rus Tejmoeraz Gabasjvili. Het grasseizoen begon voor Roddick op het toernooi van Queens. Hij verloor er in de derde ronde van Dudi Sela. Het was zijn slechtste prestatie ooit in de Queens Club. Op Wimbledon verloor hij als vijfde reekshoofd in de vierde ronde van Lu Yen-Hsun met 6-4,6-7(3),6-7(4),7-6(5),7-9. Roddicks opslag werd maar een keer gebroken tijdens de match. Op het toernooi van Atlanta bereikte hij de halve finale, die hij verloor van de latere winnaar Mardy Fish. Op het toernooi van Washington verloor hij vervolgens in de derde ronde van de Fransman Gilles Simon. Dit verlies zorgde ervoor dat de Amerikaan voor het eerst sinds 2006 uit de top 10 viel. Door ziekte nam hij niet deel aan het toernooi van Toronto. Later bleek dat Roddick reeds enkele weken geveld was door een milde vorm van klierkoorts.

### Enkele feiten uit zijn carrière
- Won in zijn carrière vijf Tennis Masters Series titels, namelijk Toronto in 2003, Cincinnati in 2003 en 2006 en Miami in 2004 en 2010.
- Speelde voor de Verenigde Staten al tien jaar in de Davis Cup. Daarin speelde hij 45 (enkel)wedstrijden en won er daar 33 van. Haalde in 2004 de finale in deze prestigieuze competitie voor landenteams, maar verloor die van Spanje. Roddick verloor daarin zijn beide enkelpartijen. In 2007 won hij de Davis Cup na een gewonnen finale tegen Rusland. In deze ontmoeting won hij zijn enkelpartij.
- Speelde voor de eerste maal in zijn carrière de finale van de Davis Cup in 2004 tegen Spanje, die werd verloren. Roddicks teammaten waren Mardy Fish en tweeling/dubbelspecialisten Mike en Bob Bryan. Zijn tweede finale van de Davis Cup speelde hij in 2007 tegen Rusland, die werd gewonnen. Toen waren Roddicks teamgenoten James Blake, Mike en Bob Bryan.
- 2007: Voorafgaand aan Wimbledon had Andy Roddick informatie ingewonnen bij Lleyton Hewitt of hij nog tips had om zijn vechtlust te vergroten en of hij misschien ook wel come ons moest gaan gebruiken.

### Speelwijze
Roddick speelt voornamelijk met zijn sterke forehand en minder met zijn iets zwakkere backhand. Hij is een echte baselinespeler met een heel goede serve, waarmee hij veel aces slaat. Af en toe speelt hij ook serve-volley om zijn tegenstander te verrassen.
Op 24 september 2004 vestigde Roddick het record voor de snelste opslag met 155 mijl per uur (249 km/u) tijdens een wedstrijd in de halve finale van de Davis Cup tegen Vladimir Voltsjkov uit Wit-Rusland. Op 5 maart 2011 raakte hij dit record kwijt aan Ivo Karlović, die in de dubbelspelrubber van de Davis Cup-ontmoeting tussen Kroatië en Duitsland een opslag van 251 km/u (156 mph) sloeg.

## Prijzen en onderscheidingen
- 2001 - ATP Newcomer of the Year (ATP Nieuwkomer van het jaar)
- 2003 - ATP Player of the Year (ATP Speler van het jaar)
- 2004 - Arthur Ashe Humanitarian of the Year

## Palmares
| Legenda                       | Legenda               |
| ----------------------------- | --------------------- |
| Grand Slam                    |                       |
| Olympische Spelen             |                       |
| tot 2009                      | vanaf 2009            |
| Tennis Masters Cup            | ATP Finals            |
| ATP Masters Series            | ATP Tour Masters 1000 |
| ATP International Series Gold | ATP Tour 500          |
| ATP International Series      | ATP Tour 250          |

### Enkelspel
| Nr.                  | Datum             | Toernooi         | Ondergrond | Tegenstander in finale | Score                     |               |
| -------------------- | ----------------- | ---------------- | ---------- | ---------------------- | ------------------------- | ------------- |
| gewonnen finales     |                   |                  |            |                        |                           |               |
| 1.                   | 23 april 2001     | ATP Atlanta      | Gravel     | Xavier Malisse         | 6-2, 6-4                  | details       |
| 2.                   | 30 april 2001     | ATP Houston      | Gravel     | Lee Hyung-taik         | 7-5, 6-3                  | details       |
| 3.                   | 13 augustus 2001  | ATP Washington   | Hardcourt  | Sjeng Schalken         | 6-2, 6-3                  | details       |
| 4.                   | 18 februari 2002  | ATP Memphis      | Hardcourt  | James Blake            | 6-4, 3-6, 7-5             | details       |
| 5.                   | 22 april 2002     | ATP Houston      | Gravel     | Pete Sampras           | 7-6, 6-3                  | details       |
| 6.                   | 19 mei 2003       | ATP Sankt Pölten | Gravel     | Nikolaj Davydenko      | 6-3, 6-2                  | details       |
| 7.                   | 9 juni 2003       | ATP Londen       | Gras       | Sébastien Grosjean     | 6-3, 6-3                  | details       |
| 8.                   | 21 juli 2003      | ATP Indianapolis | Hardcourt  | Paradorn Srichaphan    | 7-6, 6-4                  | details       |
| 9.                   | 4 augustus 2003   | ATP Montréal     | Hardcourt  | David Nalbandian       | 6-1, 6-3                  | details       |
| 10.                  | 11 augustus 2003  | ATP Cincinnati   | Hardcourt  | Mardy Fish             | 4-6, 7-6, 7-6             | details       |
| 11.                  | 25 augustus 2003  | US Open          | Hardcourt  | Juan Carlos Ferrero    | 6-3, 7-6, 6-3             | details       |
| 12.                  | 9 februari 2004   | ATP San José     | Hardcourt  | Mardy Fish             | 7-6, 6-4                  | details       |
| 13.                  | 22 maart 2004     | ATP Miami        | Hardcourt  | Guillermo Coria        | 6-7, 6-3, 6-1 opg.        | details       |
| 14.                  | 7 juni 2004       | ATP Londen       | Gras       | Sébastien Grosjean     | 7-6, 6-4                  | details       |
| 15.                  | 19 juli 2004      | ATP Indianapolis | Hardcourt  | Nicolas Kiefer         | 6-2, 6-3                  | details       |
| 16.                  | 7 februari 2005   | ATP San José     | Hardcourt  | Cyril Saulnier         | 6-0, 6-4                  | details       |
| 17.                  | 24 april 2005     | ATP Houston      | Gravel     | Sébastien Grosjean     | 6-2, 6-2                  | details       |
| 18.                  | 6 juni 2005       | ATP Londen       | Gras       | Ivo Karlović           | 7-6, 7-6                  | details       |
| 19.                  | 7 augustus 2005   | ATP Washington   | Hardcourt  | James Blake            | 7-5, 6-3                  | details       |
| 20.                  | 30 oktober 2005   | ATP Lyon         | Tapijt     | Gaël Monfils           | 6-3, 6-2                  | details       |
| 21.                  | 20 augustus 2006  | ATP Cincinnati   | Hardcourt  | Juan Carlos Ferrero    | 6-3, 6-4                  | details       |
| 22.                  | 11 juni 2007      | ATP Londen       | Gras       | Nicolas Mahut          | 4-6, 7-6, 7-6             | details       |
| 23.                  | 5 augustus 2007   | ATP Washington   | Hardcourt  | John Isner             | 6-4, 7-6                  | details       |
| 24.                  | 24 februari 2008  | ATP San José     | Hardcourt  | Radek Štěpánek         | 6-4, 7-5                  | details       |
| 25.                  | 8 maart 2008      | ATP Dubai        | Hardcourt  | Feliciano López        | 6-7, 6-4, 6-2             | details       |
| 26.                  | 28 september 2008 | ATP Peking       | Hardcourt  | Dudi Sela              | 6-4, 6-7, 6-3             | details       |
| 27.                  | 13 februari 2009  | ATP Memphis      | Hardcourt  | Radek Štěpánek         | 7-5, 7-5                  | details       |
| 28.                  | 4 januari 2010    | ATP Brisbane     | Hardcourt  | Radek Štěpánek         | 7-6, 7-6                  | details       |
| 29.                  | 4 april 2010      | ATP Miami        | Hardcourt  | Tomáš Berdych          | 7-5, 6-4                  | details       |
| 30.                  | 20 februari 2011  | ATP Memphis      | Hardcourt  | Milos Raonic           | 7-6(7), 6-7(11), 7-5      | details       |
| 31.                  | 15 juli 2012      | ATP Eastbourne   | Gras       | Andreas Seppi          | 6-3, 6-2                  | details       |
| verloren finales     |                   |                  |            |                        |                           |               |
| 1.                   | 11 maart 2002     | ATP Delray Beach | Hardcourt  | Davide Sanguinetti     | 4-6, 6-4, 4-6             | details       |
| 2.                   | 5 augustus 2002   | ATP Toronto      | Gravel     | Guillermo Cañas        | 4-6, 5-7                  | details       |
| 3.                   | 24 februari 2003  | ATP Memphis      | Hardcourt  | Taylor Dent            | 1-6, 4-6                  | details       |
| 4.                   | 28 februari 2003  | ATP Houston      | Gravel     | Andre Agassi           | 6-3, 3-6, 4-6             | details       |
| 5.                   | 19 april 2004     | ATP Houston      | Gravel     | Tommy Haas             | 3-6, 4-6                  | details       |
| 6.                   | 4 juli 2004       | Wimbledon        | Gras       | Roger Federer          | 6-4, 5-7, 6-7, 4-6        | details       |
| 7.                   | 2 augustus 2004   | ATP Toronto      | Hardcourt  | Roger Federer          | 5-7, 3-6                  | details       |
| 8.                   | 4 oktober 2004    | ATP Bangkok      | Hardcourt  | Roger Federer          | 4-6, 0-6                  | details       |
| 9.                   | 3 juli 2005       | Wimbledon        | Gras       | Roger Federer          | 2-6, 6-7, 4-6             | details       |
| 10.                  | 22 augustus 2005  | ATP Cincinnati   | Hardcourt  | Roger Federer          | 3-6, 5-7                  | details       |
| 11.                  | 24 juli 2006      | ATP Indianapolis | Hardcourt  | James Blake            | 6-4, 4-6, 6-7             | details       |
| 12.                  | 11 september 2006 | US Open          | Hardcourt  | Roger Federer          | 2-6, 6-4, 5-7, 1-6        | details       |
| 13.                  | 25 februari 2007  | ATP Memphis      | Hardcourt  | Tommy Haas             | 3-6, 2-6                  | details       |
| 14.                  | 11 augustus 2008  | ATP Los Angeles  | Hardcourt  | Juan Martín del Potro  | 1-6, 6-7                  | details       |
| 15.                  | 10 januari 2009   | ATP Doha         | Hardcourt  | Andy Murray            | 4-6, 2-6                  | details       |
| 16.                  | 5 juli 2009       | Wimbledon        | Gras       | Roger Federer          | 7-5, 6-7, 6-7, 6-3, 14-16 | details       |
| 17.                  | 9 augustus 2009   | ATP Washington   | Hardcourt  | Juan Martín del Potro  | 6-3, 5-7, 6-7             | details       |
| 18.                  | 14 februari 2010  | ATP San José     | Hardcourt  | Fernando Verdasco      | 6-3, 4-6, 4-6             | details       |
| 19.                  | 21 maart 2010     | ATP Indian Wells | Hardcourt  | Ivan Ljubičić          | 6-7, 6-7                  | details       |
| 20.                  | 9 januari 2011    | ATP Brisbane     | Hardcourt  | Robin Söderling        | 3-6, 5-7                  | details       |
| gewonnen challengers |                   |                  |            |                        |                           |               |
| 1.                   | 2 oktober 2000    | Austin           | Hardcourt  | Michael Russell        | 6-4, 6-4                  | 6-4, 6-4      |
| 2.                   | 6 november 2000   | Burbank          | Hardcourt  | Kevin Kim              | 6-1, 6-2                  | 6-1, 6-2      |
| 3.                   | 22 januari 2001   | Waikoloa         | Hardcourt  | James Blake            | 1-6, 6-3, 6-1             | 1-6, 6-3, 6-1 |

### Dubbelspel
| Nr.              | Datum           | Toernooi         | Ondergrond | Partner             | Tegenstanders in finale            | Score             |         |
| ---------------- | --------------- | ---------------- | ---------- | ------------------- | ---------------------------------- | ----------------- | ------- |
| gewonnen finales |                 |                  |            |                     |                                    |                   |         |
| 1.               | 12 maart 2001   | ATP Delray Beach | Hardcourt  | Jan-Michael Gambill | Thomas Shimada Myles Wakefield     | 6-3, 6-4          | details |
| 2.               | 29 april 2002   | ATP Houston      | Gravel     | Mardy Fish          | Jan-Michael Gambill Graydon Oliver | 6-4, 6-4          | details |
| 3.               | 24 juli 2006    | ATP Indianapolis | Hardcourt  | Bobby Reynolds      | Paul Goldstein Jim Thomas          | 6-4, 6-4          | details |
| 4.               | 21 maart 2009   | ATP Indian Wells | Hardcourt  | Mardy Fish          | Maks Mirni Andy Ram                | 3-6, 6-1, [14-12] | details |
| verloren finales |                 |                  |            |                     |                                    |                   |         |
| 1.               | 30 juli 2001    | ATP Los Angeles  | Hardcourt  | Jan-Michael Gambill | Bob Bryan Mike Bryan               | 5-7, 6-7          | details |
| 2.               | 12 januari 2004 | ATP Doha         | Hardcourt  | Stefan Koubek       | Martin Damm Cyril Suk              | 2-6, 4-6          | details |
| 3.               | 5 oktober 2009  | ATP Peking       | Hardcourt  | Mark Knowles        | Bob Bryan Mike Bryan               | 4-6, 2-6          | details |
| 4.               | 14 mei 2011     | ATP Rome         | Gravel     | Mardy Fish          | John Isner Sam Querrey             | w.o.              | details |

## Resultaten grote toernooien
| Legenda | Legenda                          |
| ------- | -------------------------------- |
| g.t.    | geen toernooi gehouden           |
| l.c.    | lagere categorie                 |
| –       | niet deelgenomen                 |
| G       | uitgeschakeld in de groepsfase   |
| 1R      | uitgeschakeld in de eerste ronde |
| 2R      | uitgeschakeld in de tweede ronde |
| 3R      | uitgeschakeld in de derde ronde  |
| 4R      | uitgeschakeld in de vierde ronde |
| KF      | uitgeschakeld in de kwartfinale  |
| HF      | uitgeschakeld in de halve finale |
| F       | de finale verloren               |
| W       | het toernooi gewonnen            |
| w-v     | winst/verlies-balans             |

### Enkelspel
| Grandslamtoernooien                                |                               |                               |                               |                   |                          |                          |                          |                          |                          |                    |                    |                    |                    |                      |                      |                      |
| Australian Open                                    | –                             | –                             | 2R                            | HF                | KF                       | HF                       | 4R                       | HF                       | 3R                       | HF                 | KF                 | 4R                 | 2R                 | 0 / 11               | 38-11                |                      |
| Roland Garros                                      | –                             | 3R                            | 1R                            | 1R                | 2R                       | 2R                       | 1R                       | 1R                       | –                        | 4R                 | 3R                 | –                  | 1R                 | 0 / 10               | 9-10                 |                      |
| Wimbledon                                          | –                             | 3R                            | 3R                            | HF                | F                        | F                        | 3R                       | KF                       | 2R                       | F                  | 4R                 | 3R                 | 3R                 | 0 / 12               | 41-12                |                      |
| US Open                                            | 1R                            | KF                            | KF                            | W                 | KF                       | 1R                       | F                        | KF                       | KF                       | 3R                 | 2R                 | KF                 | 4R                 | 1 / 13               | 43-12                |                      |
| winst-verlies                                      | 0-1                           | 8-3                           | 7-4                           | 17-3              | 15-4                     | 12-4                     | 11-4                     | 13-4                     | 7-3                      | 16-4               | 10-4               | 9-3                | 6-4                | 1 / 46               | 131-45               |                      |
| Tennis Masters Cup / ATP World Tour Finals         |                               |                               |                               |                   |                          |                          |                          |                          |                          |                    |                    |                    |                    |                      |                      |                      |
| Masters Cup                                        | –                             | –                             | –                             | HF                | HF                       | –                        | G                        | HF                       | G                        | –                  | G                  | –                  | –                  | 0 / 6                | 8-11                 |                      |
| Olympische Spelen                                  |                               |                               |                               |                   |                          |                          |                          |                          |                          |                    |                    |                    |                    |                      |                      |                      |
| Olympische Spelen                                  | –                             | geen toernooi                 | geen toernooi                 | geen toernooi     | 3R                       | geen toernooi            | geen toernooi            | geen toernooi            | –                        | geen toernooi      | geen toernooi      | geen toernooi      | 2R                 | 0 / 2                | 3-2                  |                      |
| ATP Masters 1000                                   |                               |                               |                               |                   |                          |                          |                          |                          |                          |                    |                    |                    |                    |                      |                      |                      |
| Indian Wells                                       | –                             | –                             | –                             | KF                | KF                       | HF                       | 4R                       | HF                       | 2R                       | HF                 | F                  | 4R                 | 3R                 | 0 / 10               | 28-10                |                      |
| Miami                                              | 2R                            | KF                            | 2R                            | 3R                | W                        | 2R                       | KF                       | KF                       | HF                       | KF                 | W                  | 2R                 | 4R                 | 2 / 13               | 33-11                |                      |
| Monte Carlo                                        | –                             | –                             | 3R                            | 1R                | –                        | –                        | –                        | –                        | –                        | –                  | –                  | –                  | –                  | 0 / 2                | 2-2                  |                      |
| Rome                                               | –                             | –                             | HF                            | 2R                | 1R                       | 3R                       | KF                       | 3R                       | HF                       | –                  | –                  | 1R                 | –                  | 0 / 8                | 14-8                 |                      |
| Hamburg                                            | –                             | –                             | 3R                            | 2R                | –                        | 1R                       | –                        | –                        | –                        | l.c.               | l.c.               | l.c.               | l.c.               | 0 / 3                | 3-3                  |                      |
| Madrid                                             | geen toernooi                 | geen toernooi                 | 2R                            | 3R                | –                        | 2R                       | 3R                       | –                        | 3R                       | KF                 | –                  | 1R                 | –                  | 0 / 7                | 4-7                  |                      |
| Montréal/Toronto                                   | –                             | KF                            | F                             | W                 | F                        | 1R                       | –                        | KF                       | 3R                       | HF                 | –                  | –                  | –                  | 1 / 8                | 25-7                 |                      |
| Cincinnati                                         | 1R                            | 1R                            | KF                            | W                 | HF                       | F                        | W                        | 3R                       | –                        | 2R                 | HF                 | 1R                 | 1R                 | 2 / 12               | 29-10                |                      |
| Shanghai                                           | Geen Masters 1000             | Geen Masters 1000             | Geen Masters 1000             | Geen Masters 1000 | Geen Masters 1000        | Geen Masters 1000        | Geen Masters 1000        | Geen Masters 1000        | Geen Masters 1000        | 2R                 | 2R                 | KF                 | –                  | 0 / 3                | 4-3                  |                      |
| Parijs                                             | –                             | 2R                            | KF                            | HF                | 3R                       | HF                       | –                        | –                        | KF                       | –                  | KF                 | 3R                 | –                  | 0 / 8                | 14-8                 |                      |
| Stuttgart                                          | –                             | 3R                            | geen toernooi                 | geen toernooi     | geen toernooi            | geen toernooi            | geen toernooi            | geen toernooi            | geen toernooi            | geen toernooi      | geen toernooi      | geen toernooi      | geen toernooi      | 0 / 1                | 1-1                  |                      |
| winst-verlies                                      | 1-2                           | 8-5                           | 18-8                          | 22-7              | 19-5                     | 14-8                     | 15-4                     | 11-5                     | 11-6                     | 11-6               | 18-4               | 6-7                | 3-2                | 5 / 75               | 157-70               |                      |
| ATP International Series Gold / ATP World Tour 500 |                               |                               |                               |                   |                          |                          |                          |                          |                          |                    |                    |                    |                    |                      |                      |                      |
| Bazel                                              | lagere categorie              | lagere categorie              | lagere categorie              | lagere categorie  | lagere categorie         | lagere categorie         | lagere categorie         | lagere categorie         | lagere categorie         | –                  | HF                 | KF                 | –                  | 0 / 2                | 5-2                  |                      |
| Dubai                                              | l.c.                          | –                             | –                             | –                 | –                        | –                        | –                        | –                        | W                        | –                  | –                  | –                  | –                  | 1 / 1                | 5-0                  |                      |
| Memphis                                            | –                             | 2R                            | W                             | F                 | KF                       | HF                       | KF                       | F                        | KF                       | W                  | KF                 | W                  | 1R                 | 3 / 12               | 35-8                 |                      |
| Peking                                             | geen toernooi                 | geen toernooi                 | geen toernooi                 | geen toernooi     | ATP International Series | ATP International Series | ATP International Series | ATP International Series | ATP International Series | 1R                 | –                  | 1R                 | –                  | 0 / 2                | 0-2                  |                      |
| Tokio Outdoor                                      | –                             | –                             | –                             | –                 | –                        | –                        | –                        | –                        | HF                       | –                  | KF                 | –                  | –                  | 0 / 2                | 5-2                  |                      |
| Washington                                         | KF                            | W                             | 3R                            | lagere categorie  | lagere categorie         | lagere categorie         | lagere categorie         | lagere categorie         | lagere categorie         | F                  | 3R                 | –                  | –                  | 1 / 5                | 15-4                 |                      |
| Wenen                                              | –                             | –                             | –                             | –                 | –                        | –                        | HF                       | –                        | –                        | –                  | –                  | –                  | –                  | 0 / 1                | 3-1                  |                      |
| winst-verlies                                      | 3-1                           | 7-1                           | 6-1                           | 4-1               | 2-1                      | 3-0                      | 5-2                      | 4-1                      | 10-2                     | 9-2                | 8-4                | 7-2                | 0-1                | 5 / 25               | 68-19                |                      |
| ATP International Series / ATP World Tour 250      |                               |                               |                               |                   |                          |                          |                          |                          |                          |                    |                    |                    |                    |                      |                      |                      |
| Brisbane                                           | geen toernooi                 | geen toernooi                 | geen toernooi                 | geen toernooi     | geen toernooi            | geen toernooi            | geen toernooi            | geen toernooi            | geen toernooi            | –                  | W                  | F                  | –                  | 1 / 2                | 9-1                  |                      |
| Atlanta Gravel                                     | –                             | W                             | geen toernooi                 | geen toernooi     | geen toernooi            | geen toernooi            | geen toernooi            | geen toernooi            | geen toernooi            | geen toernooi      | geen toernooi      | geen toernooi      | geen toernooi      | 1 / 1                | 5-0                  |                      |
| Atlanta Hardcourt                                  | geen toernooi                 | geen toernooi                 | geen toernooi                 | geen toernooi     | geen toernooi            | geen toernooi            | geen toernooi            | geen toernooi            | geen toernooi            | geen toernooi      | HF                 | –                  | W                  | 1 / 2                | 7-1                  |                      |
| Bazel                                              | –                             | KF                            | KF                            | HF                | –                        | –                        | –                        | –                        | –                        | hogere categorie   | hogere categorie   | hogere categorie   | hogere categorie   | 0 / 3                | 7-3                  |                      |
| Bangkok                                            | geen toernooi                 | geen toernooi                 | geen toernooi                 | –                 | F                        | –                        | –                        | –                        | –                        | –                  | –                  | –                  | –                  | 0 / 1                | 4-1                  |                      |
| Delray Beach                                       | 1R                            | 1R                            | F                             | 1R                | –                        | –                        | –                        | –                        | –                        | –                  | –                  | –                  | KF                 | 0 / 5                | 6-5                  |                      |
| Doha                                               | –                             | –                             | –                             | –                 | 2R                       | –                        | –                        | –                        | –                        | F                  | –                  | –                  | –                  | 0 / 2                | 5-2                  |                      |
| Eastbourne                                         | geen toernooi                 | geen toernooi                 | geen toernooi                 | geen toernooi     | geen toernooi            | geen toernooi            | geen toernooi            | geen toernooi            | geen toernooi            | –                  | –                  | –                  | W                  | 1 / 1                | 5-0                  |                      |
| Hongkong                                           | –                             | 1R                            | –                             | geen toernooi     | geen toernooi            | geen toernooi            | geen toernooi            | geen toernooi            | geen toernooi            | geen toernooi      | geen toernooi      | geen toernooi      | geen toernooi      | 0 / 1                | 0-1                  |                      |
| Houston                                            | g.t.                          | W                             | W                             | F                 | F                        | W                        | KF                       | –                        | geen toernooi            | geen toernooi      | geen toernooi      | geen toernooi      | geen toernooi      | 3 / 6                | 25-3                 |                      |
| Indianapolis                                       | ATP International Series Gold | ATP International Series Gold | ATP International Series Gold | W                 | W                        | KF                       | F                        | HF                       | –                        | –                  | geen toernooi      | geen toernooi      | geen toernooi      | 2 / 5                | 19-3                 |                      |
| Londen                                             | –                             | 1R                            | –                             | W                 | W                        | W                        | HF                       | W                        | HF                       | HF                 | 3R                 | HF                 | 2R                 | 4 / 11               | 32-7                 |                      |
| Los Angeles                                        | –                             | 1R                            | HF                            | –                 | –                        | –                        | KF                       | –                        | F                        | –                  | –                  | –                  | –                  | 0 / 4                | 8-3                  |                      |
| Lyon                                               | –                             | –                             | –                             | –                 | –                        | W                        | –                        | 1R                       | KF                       | –                  | geen toernooi      | geen toernooi      | geen toernooi      | 1 / 3                | 7-2                  |                      |
| Nottingham                                         | –                             | HF                            | 1R                            | –                 | –                        | –                        | –                        | –                        | –                        | geen toernooi      | geen toernooi      | geen toernooi      | geen toernooi      | 0 / 2                | 3-2                  |                      |
| Peking                                             | geen toernooi                 | geen toernooi                 | geen toernooi                 | geen toernooi     | –                        | –                        | –                        | W                        | ATP World Tour 500       | ATP World Tour 500 | ATP World Tour 500 | ATP World Tour 500 | ATP World Tour 500 | 1 / 1                | 4-0                  |                      |
| Pörtschach                                         | geen toernooi                 | geen toernooi                 | geen toernooi                 | geen toernooi     | geen toernooi            | geen toernooi            | –                        | KF                       | –                        | geen toernooi      | geen toernooi      | geen toernooi      | geen toernooi      | 0 / 1                | 2-1                  |                      |
| San José                                           | –                             | 2R                            | HF                            | –                 | W                        | W                        | HF                       | HF                       | W                        | HF                 | F                  | –                  | KF                 | 3 / 10               | 33-7                 |                      |
| Sankt Pölten                                       | –                             | –                             | –                             | W                 | –                        | –                        | geen toernooi            | geen toernooi            | geen toernooi            | geen toernooi      | geen toernooi      | geen toernooi      | geen toernooi      | 1 / 1                | 5-0                  |                      |
| Winston-Salem                                      | geen toernooi                 | geen toernooi                 | geen toernooi                 | geen toernooi     | geen toernooi            | geen toernooi            | geen toernooi            | geen toernooi            | geen toernooi            | geen toernooi      | geen toernooi      | HF                 | 3R                 | 0 / 2                | 4-2                  |                      |
| Scottsdale                                         | –                             | –                             | –                             | –                 | HF                       | –                        | –                        | –                        | –                        | –                  | –                  | –                  | –                  | 0 / 1                | 3-1                  |                      |
| Sydney                                             | –                             | –                             | HF                            | 2R                | –                        | –                        | –                        | –                        | –                        | –                  | –                  | –                  | –                  | 0 / 2                | 4-2                  |                      |
| Washington                                         | ATP International Series Gold | ATP International Series Gold | ATP International Series Gold | HF                | –                        | W                        | –                        | W                        | KF                       | ATP World Tour 500 | ATP World Tour 500 | ATP World Tour 500 | ATP World Tour 500 | 2 / 4                | 15-2                 |                      |
| winst-verlies                                      | 0-1                           | 16-7                          | 20-6                          | 26-5              | 27-4                     | 27-1                     | 14-4                     | 18-4                     | 18-4                     | 10-3               | 12-3               | 10-3               | 13-4               | 21 / 71              | 211-49               |                      |
| Davis Cup                                          |                               |                               |                               |                   |                          |                          |                          |                          |                          |                    |                    |                    |                    |                      |                      |                      |
| Davis Cup                                          | –                             | 3-0                           | 4-2                           | 1-1               | 6-2                      | 3-1                      | 3-3                      | 6-0                      | 3-2                      | 2-0                | –                  | 2-1                | –                  | 1 / 10               | 33-12                |                      |
| World Team Cup                                     |                               |                               |                               |                   |                          |                          |                          |                          |                          |                    |                    |                    |                    |                      |                      |                      |
| World Team Cup                                     | –                             | –                             | 1-1                           | –                 | –                        | –                        | 0-1                      | –                        | –                        | –                  | –                  | –                  | 0-3                | 0 / 3                | 1-5                  |                      |
| Statistieken                                       |                               |                               |                               |                   |                          |                          |                          |                          |                          |                    |                    |                    |                    |                      |                      |                      |
|                                                    | 2000                          | 2001                          | 2002                          | 2003              | 2004                     | 2005                     | 2006                     | 2007                     | 2008                     | 2009               | 2010               | 2011               | 2012               | W–L                  | SR                   |                      |
| ATP Toernooien gespeeld                            | 5                             | 20                            | 23                            | 24                | 21                       | 20                       | 19                       | 18                       | 20                       | 17                 | 18                 | 17                 | 16                 | Carrière totaal: 238 | Carrière totaal: 238 | Carrière totaal: 238 |
| ATP Finales                                        | 0                             | 3                             | 4                             | 8                 | 8                        | 7                        | 3                        | 3                        | 4                        | 4                  | 4                  | 2                  | 2                  | Carrière totaal: 52  | Carrière totaal: 52  | Carrière totaal: 52  |
| titels per jaar                                    | 0                             | 3                             | 2                             | 6                 | 4                        | 5                        | 1                        | 2                        | 3                        | 1                  | 2                  | 1                  | 2                  | Carrière totaal: 32  | Carrière totaal: 32  | Carrière totaal: 32  |
| Statistieken per ondergrond                        |                               |                               |                               |                   |                          |                          |                          |                          |                          |                    |                    |                    |                    |                      |                      |                      |
| Hardcourt w-v                                      | 4–5                           | 23–10                         | 34–11                         | 44–10             | 57–11                    | 30–9                     | 36-10                    | 38-11                    | 40-12                    | 35-11              | 42-12              | 27-12              | 15-9               | 21 / 152             | 426–138              |                      |
| Gravel w-v                                         | 0–0                           | 12-1                          | 14-7                          | 12-6              | 5-5                      | 10–3                     | 5-6                      | 5-3                      | 4-3                      | 4-2                | 2–1                | 2-2                | 0-4                | 5 / 37               | 75-43                |                      |
| Gras w-v                                           | 0–0                           | 5-3                           | 4-2                           | 10-1              | 11-1                     | 11-1                     | 7–2                      | 9-1                      | 3-2                      | 9-2                | 4-2                | 5-2                | 8-3                | 5 / 27               | 86-22                |                      |
| Tapijt w-v                                         | 0-0                           | 2-2                           | 4-2                           | 6-2               | 1-1                      | 8-1                      | 1–2                      | 2-1                      | 2-1                      | 0-0                | 0-0                | 0–0                | 0-0                | 1 /11                | 25-10                |                      |
| Totaal winst-verlies                               | 4-5                           | 42-16                         | 56-22                         | 72-19             | 74-18                    | 59-14                    | 49-20                    | 53-16                    | 49-18                    | 48-15              | 48-18              | 34-16              | 23-16              | 32/238               | 612-213              |                      |
| Eindejaarsranking                                  | 156                           | 14                            | 10                            | 1                 | 2                        | 3                        | 6                        | 6                        | 8                        | 7                  | 8                  | 14                 | 39                 |                      |                      |                      |

### Mannendubbelspel
| Toernooi        | 1999 | 2000 | 2001 |
| --------------- | ---- | ---- | ---- |
| Australian Open | –    | –    | –    |
| Roland Garros   | –    | –    | 1R   |
| Wimbledon       | –    | –    | 1R   |
| US Open         | 2R   | 2R   | –    |